# Aurora (Canada)
Aurora is een plaats (town) in de Canadese provincie Ontario en telt 47.629 inwoners (2006). De oppervlakte bedraagt 49,61 km².